# Sere d'agosto
Sere d'agosto è una raccolta antologica della cantante italiana Giuni Russo, pubblicato nel 1987 dall'etichetta discografica CGD.

## Descrizione
L'album contiene sei brani precedentemente inseriti nell'album Vox (1983) e sette tratti da Mediterranea (1984).

## Tracce
1. Good good-bye (G. Russo - F. Messina - F.Battiato - G. Pio)
2. Sere d'agosto (G. Russo - F. Messina)
3. Oltre il muro (G. Russo - M.A. Sisini)
4. L'oracolo di Delfi (G.Russo - M.A. Sisini - Faffner)
5. Abbronzate dai miraggi (G. Russo - F. Messina - M.A. Sisini)
6. Buenos Aires (G. Russo - F. Messina - M.A. Sisini)
7. Mediterranea (G.Russo - M.A. Sisini)
8. Limonata cha cha cha (G.Russo - M.A. Sisini - Tripoli)
9. Aprite le finestre (G.Russo - M.A. Sisini)
10. Una sera molto strana (G. Russo - M.A. Sisini - Faffner)
11. Le contrade di Madrid (G.Russo - M.A. Sisini - Tripoli)
12. Keiko (G.Russo - M.A. Sisini)
13. Ciao (G.Russo - M.A. Sisini)